# 雅克·菲利普·德·舒瓦瑟尔-斯坦维尔

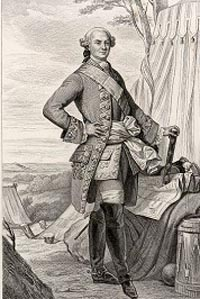
雅克·菲利普·德·舒瓦瑟尔-斯坦维尔

雅克·菲利普·德·舒瓦瑟尔-斯坦维尔（Jacques Philippe de Choiseul-Stainville） (1727年9月6日—1789年6月2日) 法国将领和贵族。1783年被授予法国元帅，1786年从他哥哥舒瓦瑟尔公爵艾蒂安·弗朗索瓦继承了舒瓦瑟尔-斯坦维尔公爵和多芒格男爵（Dommanges）爵位。

## 生平
雅克·菲利普出生于吕内维尔，来自舒瓦瑟尔家族，这个家族可追溯到12世纪，源自上马恩的舒瓦瑟尔领地。这个著名的家族出了五个法国元帅，一位红衣主教，两个主教和多位政治家。雅克·菲利普年轻时被父親斯坦维尔侯爵送進了奧地利軍隊，先後任龍騎兵的隊長，聖斯特凡騎兵司令，托斯卡納指揮官，作为神圣罗马帝国皇帝弗朗茨一世的侍從，担任轻騎兵少将，1759年晋升为奧地利的陆军元帥。
1760年他辞去了神圣罗马帝国头衔轉入法國軍隊，在布罗伊公爵元帅手下任中将，他继续驻扎在德国直到七年战争结束，被任命为法国掷弹兵团监察官（régiment des grenadiers de France）和步兵监察长。
1770年，他被任命为洛林总督，1783年6月13日被授予法國元帥。1788年任阿尔萨斯总督。1786年2月2日被授予国王勋章骑士勋位和榮譽晉升（'brevet'）斯坦维尔公爵，他在1789年去世于斯特拉斯堡，享年61岁。